# Orphnophanes
Orphnophanes is een geslacht van vlinders uit de familie van de grasmotten (Crambidae). De wetenschappelijke naam van dit geslacht is voor het eerst voorgesteld door Julius Lederer in een publicatie uit 1863.

## Soorten
- O. ankarampotsyalis Marion & Viette, 1956
- O. eucerusalis (Walker, 1859)
- O. laevalis (Warren, 1896)
- O. thoasalis (Walker, 1859)
- O. turbatalis Christoph, 1881